# 요오드포름
요오드포름(Iodoform) 또는 아이오도폼은 화학식 CHI3을 갖는 유기요드화합물이다. 창백한 노란색의 결정을 보이는 휘발성 물질이며 톡 쏘는 냄새가 특징이다. 클로로포름과 비슷하게 달달한 맛을 낸다. 소독제로서 종종 사용된다.

## 같이 보기
- 클로로포름